# Distretto di Hola Prystan'
Il distretto di Hola Prystan' (in ucraino Голопристанський район?) era un distretto (rajon) dell'Ucraina, situato nell'oblast' di Cherson. Il suo capoluogo era Hola Prystan'.
È stato soppresso con la riforma amministrativa del 2020.